# Nellore
Nellore (Telugu: నెల్లూరు Nellūru [ˈnelːuːru] Urdu نیلور) ist eine Stadt im indischen Bundesstaat Andhra Pradesh. Sie ist die Hauptstadt des Distrikts Sri Potti Sriramulu Nellore.

## Einwohner
Die Stadt selbst hat rund 505.000 Einwohner, in der Agglomeration Nellore leben 564.000 Menschen (Volkszählung 2011). Die Bevölkerungsentwicklung ist ansteigend. In der Stadt befinden sich verschiedenen Highschools und Colleges, welche das Bildungsangebot darstellen. Die meistgesprochenen Sprachen in der Stadt sind Telugu und Tamilisch.
Nach der Volkszählung 2011 sind von den Einwohnern der Agglomeration Nellore ungefähr 78,7 Prozent Hindus, 19,0 Prozent Muslime und 1,6 Prozent Christen. Die Stadt ist seit 1928 Sitz des römisch-katholischen Bistums Nellore.

## Geografie
Die Stadt hat eine durchschnittliche Höhe von 18 Metern über dem Meeresspiegel. Von Stürmen ist die Region so häufiger betroffen. Circa 170 Kilometer weiter südlich befindet sich die Stadt Chennai. Von hier aus kann auch der Flughafen genutzt werden. Nellore ist ansonsten an das staatliche Eisenbahnnetz und eine Fernverkehrsstraße angebunden.

## Tradition
Der Name der Stadt soll sich vom tamilischen Wort für Reis ableiten. Verständlich wird dies aufgrund der die Stadt umgebenden Reisterrassen. Reiskuchen gehört auch heute noch zu einer der Spezialitäten der Stadt.
Die Stadt ist ein bedeutendes Tourismusziel aufgrund einer Vielzahl von Tempel, welche teilweise auch besondere kulturhistorische Schätze darstellen. Auch die Nähe zum Meer macht die Stadt für den Fremdenverkehr attraktiv.
Eine der bedeutendsten einst in der Stadt lebenden Persönlichkeiten ist Tikkana Somayaji, ein berühmter telugischer Dichter.

## Wirtschaft
Die Wirtschaftsstruktur der Stadt ist vorrangig auf Handel und öffentliche Verwaltung ausgerichtet. Sie ist ein wichtiges Einkaufszentrum für den gesamten Distrikt. Des Weiteren bietet sie auch medizinische und kulturelle Versorgung des Umlandes an. Die einzige größere industrielle Ansiedlung stellt eine Batterienfabrik dar. Die öffentliche Infrastruktur bedarf einer weiteren Verbesserung.